# Copyright

Logotipo.

El copyright o derecho de autor es un tipo de propiedad intelectual que le otorga a su dueño el derecho exclusivo de copiar, distribuir, adaptar, exhibir, y producir obras creativas, generalmente por un tiempo limitado. El trabajo creativo puede ser literario, artístico, educativo, o musical. El objetivo del copyright es proteger la expresión original de una idea asociada a una obra creativa, pero no la propia idea. Un copyright está sujeto a limitaciones y excepciones basadas en consideraciones de interés público, como ser la doctrina de uso razonable o uso justo en Estados Unidos.

## Aspectos generales
Algunas jurisdicciones requieren "determinar" trabajos bajo copyright en una forma tangible, bajo en término de patentes. A menudo es compartido entre múltiples autores, cada uno de los cuales tiene un conjunto de derechos de uso o licencia de la obra, y que en general son mencionados como poseedores de los derechos reservados. Estos derechos con frecuencia incluyen reproducción, control sobre obras derivadas, distribución, representación pública, y derechos morales tales como atribución.
Los copyrights pueden ser concedidos por el derecho público y en ese caso se consideran "derechos territoriales". Esto significa que los copyrights concedidos por la ley de un determinado Estado, no se extienden más allá del territorio de esa jurisdicción específica. Los copyrights de este tipo varían según el país; muchos países, y a veces un gran grupo de países, han llegado a acuerdos con otros países sobre los procedimientos aplicables cuando las obras "cruzan" las fronteras nacionales o los derechos nacionales son incompatibles.
Por lo general, la duración del copyright en derecho público expira entre 50 y 100 años después del fallecimiento del creador, dependiendo de la jurisdicción. Algunos países requieren ciertas formalidades del copyright para establecer el copyright, otros reconocen el copyright sobre toda obra concluida, sin necesidad de un registro formal. Cuando el copyright de una obra se caduca, pasa al dominio público.

## Distinción entre el copyright del derecho consuetudinario y el derecho de autor del derecho civil
Es común establecer una distinción en el tratamiento de los autores y otras partes interesadas entre las jurisdicciones de derecho consuetudinario y los sistemas de derecho civil. Tanto el copyright como los derechos de autor surgieron en el siglo XVIII para abordar problemas similares: la desigualdad en las relaciones entre autores y editores (y entre los propios editores) si no se reconoce y protege la propiedad intelectual y la necesidad de proporcionar a los autores unos ingresos distintos del mecenazgo. Ambos sistemas prevén un derecho de monopolio concedido al autor por un plazo limitado que puede ser transferido a otra persona, que inicialmente era el derecho a copiar o reproducir de otro modo la obra (de ahí el "derecho de copia"), pero que desde entonces se ha ampliado para tener en cuenta los avances tecnológicos.
Una característica esencial de los derechos de autor y de muchas leyes de copyright es que el objeto que se protege debe surgir de la creatividad del autor y no del su simple esfuerzo o inversión (véase Feist contra Rural en los Estados Unidos): tanto la ley francesa como la ley alemana de derechos de autor protegen las "obras de la mente" (oeuvres de l'esprit y persönliche geistige Schöpfungen, respectivamente). Esto ha llevado a los sistemas de derecho civil a adoptar un fuerte vínculo entre los derechos (al menos inicialmente) y la persona del autor: los derechos de propiedad iniciales por parte de una corporación están severamente restringidos o incluso son imposibles (como en Alemania). Las jurisdicciones de derecho consuetudinario están más dispuestas a aceptar la propiedad corporativa de los derechos de autor, como en el principio de trabajo por encargo de Estados Unidos. Aunque la siguiente comparación es simplista y depende de las leyes exactas de cada país, es difícil ver una diferencia efectiva (económica) en las dos situaciones:
- Derecho consuetudinario: el empleador posee los derechos de autor del trabajo creado por los empleados
- Derecho civil: el empresario disfruta de una licencia exclusiva sobre los derechos económicos del trabajo creado por los empleados

Los sistemas de derecho civil también han sido contundentes a la hora de proteger los derechos morales de los autores, argumentando que su creatividad merece protección como parte integrante de su personalidad. Durante mucho tiempo, la protección de la personalidad en las jurisdicciones de derecho consuetudinario ha estado separada de la ley de derechos de autor, plasmada en agravios como la difamación (también passing off y falsedad maliciosa). Por lo tanto, los derechos morales no se mencionaron explícitamente en la Ley de derechos de autor del Reino Unido hasta 1988, más de un siglo después de que el Reino Unido firmara el Convenio de Berna. La diferencia va en ambos sentidos: Las leyes de derechos de autor británicas e irlandesas protegen la intimidad del sujeto de ciertas fotografías y películas como un derecho moral bajo la ley de derechos de autor, mientras que los sistemas de derecho civil lo tratan como un derecho de retrato separado. Las diferentes protecciones de los derechos de diseño industrial atraviesan la división entre los dos sistemas de derecho.

## Obtención de la protección

### Autoría
El titular original de los derechos de autor puede ser el empleador del autor en lugar del propio autor si la obra es un "trabajo por encargo". Por ejemplo, en la legislación inglesa, la Ley de Derechos de Autor, Diseños y Patentes de 1988 establece que si una obra protegida por derechos de autor es realizada por un empleado en el curso de ese empleo, los derechos de autor son automáticamente propiedad del empleador, lo que sería un "Trabajo por encargo". Normalmente, el primer titular de un derecho de autor es la persona que ha creado la obra, es decir, el autor. Pero cuando más de una persona crea la obra, se puede hablar de coautoría siempre que se cumplan ciertos criterios.

### Obras subvencionables
Los derechos de autor pueden aplicarse a una amplia gama de formas creativas, intelectuales o artísticas, u "obras". Los detalles varían según la jurisdicción, pero pueden incluir poemas, tesis, personajes, obras de teatro y otras obras literarias, películas, coreografías, composiciones musicales, grabaciones sonoras, pinturas, dibujos, esculturas, fotografías, programas informáticos, emisiones de radio y televisión y diseños industriales. Los diseños gráficos e industriales pueden estar sujetos a leyes distintas o superpuestas en algunas jurisdicciones.
Los derechos de autor no protegen las ideas y la información en sí, sino que solo cubre la forma o la manera en la que son expresadas. Por ejemplo, los derechos de autor de Mickey Mouse impiden a otros hacer copias del dibujo o crear obras derivadas basadas en el ratón antropomórfico de Disney, pero no prohíben la creación de otras obras sobre ratones antropomórficos en general, siempre que sean lo suficientemente diferentes como para no ser consideradas copias de las de Disney. Obsérvese además que Mickey Mouse no está protegido por derechos de autor porque los personajes no pueden estar protegidos por derechos de autor; más bien, Steamboat Willie está protegido por derechos de autor y Mickey Mouse, como personaje de esa obra protegida por derechos de autor, goza de protección.

### Originalidad
Por lo general, una obra debe cumplir unas normas mínimas de originalidad para poder acogerse a los derechos de autor, y éstos expiran tras un periodo de tiempo determinado (algunas jurisdicciones permiten extenderlo). Los distintos países imponen pruebas diferentes, aunque por lo general los requisitos son bajos; en el Reino Unido tiene que haber algo de "habilidad, trabajo y juicio". En Australia y en el Reino Unido se ha sostenido que una sola palabra es insuficiente para constituir una obra protegida por derechos de autor. Sin embargo, a veces pueden registrarse como marca palabras sueltas o una cadena corta de palabras.
La legislación sobre derechos de autor reconoce el derecho de un autor en función de si la obra es realmente una creación original, y no en función de si es única; dos autores pueden poseer derechos de autor sobre dos obras sustancialmente idénticas, si se determina que la duplicación fue casual, y ninguna fue copiada de la otra.

### Registro
En todos los países en los que se aplican los estándares del Convenio de Berna, los derechos de autor son automáticos y no es necesario obtenerlos mediante registro oficial en ninguna oficina gubernamental. Una vez que una idea se ha reducido a una forma tangible, por ejemplo asegurándola en un soporte fijo (como un dibujo, una partitura, una fotografía, una cinta de vídeo o un archivo informático), el titular de los derechos de autor tiene derecho a hacer valer sus derechos exclusivos. Sin embargo, aunque el registro no es necesario para ejercer los derechos de autor, en las jurisdicciones en las que las leyes prevén el registro, sirve como prueba prima facie de un derecho de autor válido y permite al titular de los derechos de autor solicitar daños y perjuicios legales y honorarios de abogados. (En EE. UU., registrarse después de una infracción sólo permite recibir daños reales y lucro cesante).
Una estrategia muy extendida para evitar el coste del registro de los derechos de autor se conoce como el derecho del autor pobre. Propone que el creador se envíe a sí mismo la obra en un sobre cerrado por correo certificado, utilizando el sello para establecer la fecha. Esta técnica no ha sido reconocida en ninguna opinión publicada de los tribunales de Estados Unidos. La Oficina de Derechos de Autor de Estados Unidos afirma que la técnica no sustituye al registro real. La Oficina de Propiedad Intelectual del Reino Unido analiza la técnica y señala que ésta (al igual que los registros comerciales) no constituye una prueba dispositiva de que la obra sea original ni establece quién la creó.

### Fijación
El Convenio de Berna permite a los países miembros decidir si las obras creativas deben estar "fijadas" para gozar de derechos de autor. El Artículo 2, Sección 2 del Convenio de Berna establece: "Corresponderá a la legislación de los países de la Unión prescribir que las obras en general o determinadas categorías de obras no sean protegidas si no han sido fijadas en alguna forma material". Algunos países no exigen que una obra se produzca en una forma determinada para obtener la protección de los derechos de autor. Por ejemplo, España, Francia y Australia no requieren la fijación para la protección de los derechos de autor. Estados Unidos y Canadá, por el contrario, exigen que la mayoría de las obras estén "fijadas en un medio tangible de expresión" para obtener la protección de los derechos de autor. La legislación estadounidense exige que la fijación sea lo suficientemente estable y permanente como para ser "percibida, reproducida o comunicada por un periodo de duración superior al transitorio". Del mismo modo, los tribunales canadienses consideran que la fijación requiere que la obra esté "expresada hasta cierto punto al menos en alguna forma material, susceptible de identificación y que tenga una perdurabilidad más o menos permanente".
Observe esta cláusula de la legislación estadounidense: c) Efecto del Convenio de Berna: Ningún derecho o interés sobre una obra susceptible de protección podrá reivindicarse en virtud del presente título en virtud de las disposiciones del Convenio de Berna, o de la adhesión de los Estados Unidos al mismo. Ningún derecho sobre una obra susceptible de protección en virtud de este título que se derive de este título, de otras leyes federales o estatales, o del derecho común, podrá ampliarse o reducirse en virtud de las disposiciones del Convenio de Berna, o de la adhesión de los Estados Unidos al mismo, o basándose en las mismas. 

### Aviso de copyright
Antes de 1989, la legislación estadounidense exigía el uso de un aviso de copyright, consistente en el símbolo de copyright (©, la letra C dentro de un círculo), la abreviatura "Copr.", o la palabra "Copyright", seguida del año de la primera publicación de la obra y el nombre del titular del copyright. Pueden añadirse varios años si la obra ha pasado por revisiones sustanciales. El aviso de copyright adecuado para las grabaciones de sonido de obras musicales u otras obras de audio es un símbolo de copyright de grabación de sonido (℗, la letra P dentro de un círculo), que indica un copyright de grabación de sonido, con la letra P indicando un "fonograma". Además, la frase "Todos los derechos reservados" se requería antes para hacer valer los derechos de autor, pero esa frase está ahora legalmente obsoleta. Casi todo el contenido disponible en Internet tiene algún tipo de copyright asociado a él. Sin embargo, dichos contenidos protegidos por copyright no siempre incluyen una marca de agua, firma o cualquier otro tipo de indicación de los derechos de autor.
En 1989, Estados Unidos promulgó la Ley de Aplicación del Convenio de Berna, por la que se modificaba la Ley de Derechos de Autor de 1976 para adaptarla a la mayoría de las disposiciones del Convenio de Berna. Como resultado, el uso de avisos de derechos de autor ha pasado a ser opcional para reclamar derechos de autor, ya que el Convenio de Berna hace que los derechos de autor sean automáticos. Sin embargo, la falta de aviso de derechos de autor utilizando estas marcas puede tener consecuencias en términos de reducción de daños y perjuicios en una demanda por infracción - el uso de avisos de esta forma puede reducir la probabilidad de que prospere una defensa de "infracción inocente".

## Derechos reconocidos
Según la Organización Mundial de la Propiedad Intelectual, los derechos de autor protegen dos tipos de derechos. Los derechos económicos permiten a los titulares obtener una recompensa económica por el uso de sus obras por terceros. Los derechos morales permiten a los autores y creadores realizar determinadas acciones para preservar y proteger su vínculo con su obra. El autor o creador puede ser el titular de los derechos patrimoniales o esos derechos pueden transferirse a uno o varios titulares de derechos de autor. Muchos países no permiten la transferencia de los derechos morales.

### Derechos económicos
Con cualquier tipo de propiedad, su propietario puede decidir cómo utilizarla, y los demás sólo pueden usarla legalmente si cuentan con el permiso del propietario, a menudo a través de una licencia. No obstante, el uso que el propietario haga de la propiedad debe respetar los derechos e intereses legalmente reconocidos de los demás miembros de la sociedad. Así, el propietario de una obra protegida por derechos de autor puede decidir cómo utilizarla e impedir que otros la utilicen sin permiso. Las legislaciones nacionales suelen conceder a los titulares de derechos de autor derechos exclusivos para permitir que terceros utilicen sus obras, con sujeción a los derechos e intereses legalmente reconocidos de los demás. La mayoría de las leyes de derechos de autor establecen que los autores u otros titulares de derechos tienen derecho a autorizar o impedir determinados actos en relación con una obra. Los titulares de derechos pueden autorizar o prohibir:
- la reproducción de la obra en diversas formas, como publicaciones impresas o grabaciones sonoras;
- la distribución de ejemplares de la obra;
- la ejecución pública de la obra;
- la radiodifusión u otro tipo de comunicación de la obra al público
- la traducción de la obra a otras lenguas; y
- la adaptación de la obra, como la conversión de una novela en un guion cinematográfico.

### Derechos morales
Los derechos morales se refieren a los derechos no económicos de un creador. Protegen la conexión del creador con una obra, así como la integridad de la misma. Los derechos morales sólo se conceden a autores individuales y en muchas legislaciones nacionales permanecen con los autores incluso después de que éstos hayan transferido sus derechos patrimoniales. En algunos países de la UE, como Francia, los derechos morales duran indefinidamente. En el Reino Unido, sin embargo, los derechos morales son finitos. Es decir, el derecho de atribución y el derecho de integridad sólo duran mientras la obra esté protegida por derechos de autor. Cuando el plazo de los derechos de autor llega a su fin, también lo hacen los derechos morales sobre esa obra. Ésta es sólo una de las razones por las que el régimen de derechos morales en el Reino Unido se considera a menudo más débil o inferior a la protección de los derechos morales en la Europa continental y en otras partes del mundo. El Convenio de Berna, en su artículo 6 bis, exige a sus miembros que concedan a los autores los siguientes derechos
1. el derecho a reivindicar la autoría de una obra (a veces denominado derecho de paternidad o derecho de atribución); y
2. el derecho a oponerse a cualquier deformación o modificación de una obra, o a cualquier otra acción peyorativa en relación con una obra, que atente contra el honor o la reputación del autor (a veces denominado derecho de integridad).

Estos y otros derechos similares concedidos en las legislaciones nacionales se conocen generalmente como derechos morales de los autores. El Convenio de Berna exige que estos derechos sean independientes de los derechos patrimoniales de los autores. Los derechos morales sólo se conceden a autores individuales y en muchas legislaciones nacionales permanecen con los autores incluso después de que éstos hayan transferido sus derechos patrimoniales. Esto significa que incluso cuando, por ejemplo, un productor o editor cinematográfico posee los derechos patrimoniales de una obra, en muchas jurisdicciones el autor individual sigue teniendo derechos morales. Recientemente, como parte de los debates que se están celebrando en la Oficina de Derechos de Autor de Estados Unidos sobre la cuestión de la inclusión de los derechos morales como parte del marco de la Ley de Derechos de Autor en Estados Unidos, la Oficina de Derechos de Autor concluyó que muchos aspectos diversos del actual mosaico de derechos morales -incluido el derecho a la obra derivada de la Ley de Derechos de Autor, las leyes estatales de derechos morales y la ley de contratos- funcionan bien en general y no deberían modificarse. Además, la Oficina concluye que no hay necesidad de crear un estatuto general de derechos morales en este momento. Sin embargo, hay aspectos del mosaico de derechos morales de EE. UU. que podrían mejorarse en beneficio de los autores individuales y del sistema de derechos de autor en su conjunto.
La Ley de Derechos de autor en los Estados Unidos, se conceden varios derechos exclusivos al titular de un derecho de autor, que se enumeran a continuación:
- protección de la obra;
- determinar y decidir cómo y en qué condiciones puede comercializarse la obra, exponerse públicamente, reproducirse, distribuirse, etc.
- producir copias o reproducciones de la obra y vender dichas copias (incluidas, por lo general, las copias electrónicas)
- importar o exportar la obra
- crear obras derivadas (obras que adaptan la obra original)
- representar o exponer públicamente la obra
- vender o ceder estos derechos a terceros;
- transmitir o exhibir por radio, vídeo o Internet.[20]

El derecho básico cuando una obra está protegida por derechos de autor es que el titular puede determinar y decidir cómo y en qué condiciones la obra protegida puede ser utilizada por otros. Esto incluye el derecho a decidir la distribución gratuita de la obra. Esta parte de los derechos de autor suele estar supervisada. La expresión "derecho exclusivo" significa que sólo el titular de los derechos de autor es libre de ejercer esos derechos, y que los demás tienen prohibido utilizar la obra sin el permiso del titular. Los derechos de autor a veces se denominan "derechos negativos", ya que sirven para prohibir a determinadas personas (por ejemplo, lectores, espectadores u oyentes, y principalmente editores y posibles editores) hacer algo que de otro modo podrían hacer, en lugar de permitir a las personas (por ejemplo, autores) hacer algo que de otro modo no podrían hacer. En este sentido, es similar al derecho de diseño no registrado de la legislación inglesa y europea. Los derechos del titular de los derechos de autor también le permiten no utilizar o explotar sus derechos de autor, durante parte o la totalidad del plazo. Sin embargo, existe una crítica que rechaza esta afirmación por basarse en una interpretación filosófica de la ley de derechos de autor que no es compartida universalmente. También se debate si los derechos de autor deben considerarse un derecho de propiedad o un derecho moral.
La legislación británica sobre los derechos de autor otorga a los creadores tanto derechos patrimoniales como morales. Mientras que "copiar" la obra de otra persona sin permiso puede constituir una infracción de sus derechos patrimoniales, es decir, el derecho de reproducción o el derecho de comunicación al público, "mutilarla" puede infringir los derechos morales del creador. En el Reino Unido, los derechos morales incluyen el derecho a ser identificado como el autor de la obra, lo que generalmente se identifica como el derecho de atribución, y el derecho a que su obra no sea objeto de "trato despectivo", es decir, el derecho de integridad.
La legislación india sobre derechos de autor está en paridad con las normas internacionales recogidas en el ADPIC. La Ley india de Derechos de Autor de 1957, tras las enmiendas de 1999, 2002 y 2012, refleja plenamente el Convenio de Berna y la Convención Universal sobre Derechos de Autor, de los que India es parte. India también es parte del Convenio de Ginebra para la Protección de los Derechos de los Productores de Fonogramas y es miembro activo de la Organización Mundial de la Propiedad Intelectual (OMPI) y de la Organización de las Naciones Unidas para la Educación, la Ciencia y la Cultura (UNESCO). El sistema indio contempla tanto los derechos patrimoniales como los morales en diferentes disposiciones de su Ley de Derechos de Autor de 1957.

### Duración
Los derechos de autor tienen una duración variable en las distintas jurisdicciones. La duración del plazo puede depender de varios factores, incluido el tipo de obra (por ejemplo, composición musical, novela), si la obra ha sido publicada, y si la obra fue creada por un individuo o una corporación. En la mayor parte del mundo, la duración por defecto de los derechos de autor es la vida del autor más 50 o 70 años. En Estados Unidos, la duración de la mayoría de las obras existentes es de un número fijo de años a partir de la fecha de creación o publicación. Según la legislación de la mayoría de los países (por ejemplo, Estados Unidos y el Reino Unido), los derechos de autor expiran al final del año natural en el que, de otro modo, expirarían.
La duración y los requisitos de duración de los derechos de autor están sujetos a cambios legislativos, y desde principios del siglo XX se han realizado diversos ajustes en varios países, lo que puede dificultar en cierta medida la determinación de la duración de un determinado derecho de autor. Por ejemplo, Estados Unidos solía exigir que los derechos de autor se renovaran al cabo de 28 años para mantenerse en vigor, y antes exigía un aviso de derechos de autor en la primera publicación para obtener cobertura. En Italia y Francia existían prórrogas posteriores a la guerra que podían aumentar el plazo en aproximadamente 6 años en Italia y hasta unos 14 en Francia. Muchos países han ampliado la duración de sus plazos de derechos de autor (a veces con carácter retroactivo). Los tratados internacionales establecen plazos mínimos para los derechos de autor, pero cada país puede aplicar plazos más largos.
En Estados Unidos, todos los libros y otras obras, excepto las grabaciones sonoras, publicadas antes de 1926 tienen derechos de autor caducados y son de dominio público. La fecha aplicable a las grabaciones sonoras en Estados Unidos es anterior a 1923. Además, las obras publicadas antes de 1964 cuyos derechos de autor no se hayan renovado 28 años después del año de su primera publicación también son de dominio público. Hirtle señala que la gran mayoría de estas obras (incluido el 93% de los libros) no se renovaron después de 28 años y son de dominio público. Los libros publicados originalmente fuera de EE. UU. por no estadounidenses están exentos de este requisito de renovación, si aún están sujetos a derechos de autor en su país de origen.
Pero si la explotación prevista de la obra incluye la publicación (o distribución de obras derivadas, como una película basada en un libro protegido por derechos de autor) fuera de EE. UU., deben tenerse en cuenta las condiciones de los derechos de autor en todo el mundo. Si el autor ha fallecido hace más de 70 años, la obra es de dominio público en la mayoría de los países, pero no en todos.
En 1998, la duración de los derechos de autor en Estados Unidos se incrementó en 20 años en virtud de la Ley de Ampliación de la Duración de los Derechos de Autor (Copyright Term Extension Act). Esta legislación fue fuertemente promovida por corporaciones que tenían valiosos derechos de autor que, de otro modo, habrían expirado, y ha sido objeto de importantes críticas a este respecto.

## Limitaciones y excepciones
En muchas jurisdicciones, la ley de derechos de autor hace excepciones a estas restricciones cuando la obra se copia con fines de comentario u otros usos relacionados. La ley de derechos de autor de Estados Unidos no cubre nombres, títulos, frases cortas o listados (como ingredientes, recetas, etiquetas o fórmulas). Sin embargo, existen protecciones disponibles para aquellas áreas que los derechos de autor no cubren, como las marcas registradas y las patentes.

### La dicotomía idea-expresión y la doctrina de la fusión
La división idea-expresión distingue entre ideas y expresión, que establece que los derechos de autor solamente protegen la expresión original de las ideas y no las ideas en sí mismas. Este principio, aclarado por primera vez en el caso Baker v. Selden de 1879, ha sido codificado desde entonces por la Ley de Derechos de Autor de 1976 en 17 U.S.C. § 102(b).

### La doctrina de la primera venta y el agotamiento de los derechos
La legislación sobre derechos de autor no restringe al propietario de una copia la reventa de copias legítimamente obtenidas de obras protegidas por derechos de autor, siempre que esas copias hayan sido producidas originalmente por el titular de los derechos o con su permiso. Por lo tanto, es legal, por ejemplo, revender un libro o un CD protegido por derechos de autor. En Estados Unidos esto se conoce como la doctrina de la primera venta, y fue establecida por los tribunales para aclarar la legalidad de la reventa de libros en librerías de segunda mano.
Algunos países pueden tener restricciones paralelas a la importación que permiten al titular de los derechos de autor controlar el mercado de postventa. Esto puede significar, por ejemplo, que una copia de un libro que no infringe los derechos de autor en el país en el que se imprimió sí infringe los derechos de autor en un país al que se importa para su venta al por menor. La doctrina de la primera venta se conoce como agotamiento de los derechos en otros países y es un principio que también se aplica, aunque de forma algo diferente, a los derechos de patentes y marcas registradas. Es importante señalar que la doctrina de la primera venta permite la transferencia de la copia legítima concreta implicada. No permite hacer o distribuir copias adicionales.
En el caso Kirtsaeng contra John Wiley & Sons, Inc., en 2013, la Corte Suprema de Estados Unidos sostuvo en una decisión de 6-3 que la doctrina de la primera venta se aplica a los productos fabricados en el extranjero con el permiso del titular de los derechos de autor y luego importados a Estados Unidos sin dicho permiso. El caso se refería a un demandante que importaba ediciones asiáticas de libros de texto que habían sido fabricados en el extranjero con el permiso del editor-demandante. El demandado, sin permiso de la editorial, importó los libros de texto y los revendió en eBay. La sentencia del Tribunal Supremo limita gravemente la capacidad de los titulares de derechos de autor para impedir esa importación.
Además, los derechos de autor, en la mayoría de los casos, no prohíben actos como modificar, desfigurar o destruir la propia copia legítimamente obtenida de una obra protegida por derechos de autor, siempre que no se trate de una duplicación. Sin embargo, en los países que aplican los derechos morales, un titular de derechos de autor puede en algunos casos impedir con éxito la mutilación o destrucción de una obra que sea públicamente visible.

### Uso legítimo y trato justo
Los derechos de autor no prohíben toda copia o reproducción. En Estados Unidos, la doctrina del uso justo, codificada por la Ley de los Derechos de Autor de 1976 como 17 U.S.C. Sección 107, permite algunas copias y distribuciones sin permiso del titular de los derechos de autor ni pago al mismo. La ley no define claramente el uso legítimo, sino que establece cuatro factores no exclusivos que deben tenerse en cuenta en el análisis del uso legítimo. Estos factores son:
- el propósito y el carácter del uso;
- la naturaleza de la obra protegida por derechos de autor
- qué cantidad y proporción de la obra completa se ha tomado;
- el efecto del uso sobre el mercado potencial o el valor de la obra protegida.[49]

En el Reino Unido y en muchos otros países de la Commonwealth, un concepto similar de trato justo ha sido establecido por los tribunales o la legislación. En ocasiones, el concepto no está bien definido; sin embargo, en Canadá, la copia privada para uso personal está expresamente permitida por ley desde 1999. En Alberta (Education) v. Canadian Copyright Licensing Agency (Access Copyright), 2012 SCC 37, la Corte Suprema de Canadá concluyó que la copia limitada con fines educativos también podía justificarse en virtud de la excepción de trato justo. En Australia, las excepciones de trato justo previstas en la Ley de Derechos de Autor de 1968 (Cth) son un conjunto limitado de circunstancias en las que el material protegido por derechos de autor puede copiarse o adaptarse legalmente sin el consentimiento del titular de los derechos. Los usos legítimos son la investigación y el estudio, la revisión y la crítica, el reportaje periodístico y el asesoramiento profesional (por ejemplo, asesoramiento jurídico). Según la legislación australiana vigente, aunque sigue siendo una infracción de los derechos de autor copiar, reproducir o adaptar material protegido por derechos de autor para uso personal o privado sin permiso del titular de los derechos, los propietarios de una copia legítima están autorizados a "cambiar de formato" esa obra de un soporte a otro para uso personal y privado, o a "cambiar de tiempo" una obra de radiodifusión para verla o escucharla más tarde, una y sólo una vez. También pueden aplicarse otras excepciones técnicas a la infracción, como la reproducción temporal de una obra en formato legible por máquina para un ordenador.
En Estados Unidos, la AHRA (Audio Home Recording Act Codificada en la Sección 10, 1992) prohíbe actuar contra los consumidores que realicen grabaciones no comerciales de música, a cambio de regalías tanto en los medios como en los dispositivos, además de mecanismos obligatorios de control de copias en las grabadoras.
Sección 1008. Prohibición de determinadas acciones por infracción. No se puede interponer ninguna acción en virtud de este título alegando infracción de los derechos de autor basada en la fabricación, importación o distribución de un dispositivo de grabación de audio digital, un soporte de grabación de audio digital, un dispositivo de grabación analógico o un soporte de grabación analógico, o basada en el uso no comercial por parte de un consumidor de dicho dispositivo o soporte para realizar grabaciones musicales digitales o grabaciones musicales analógicas.
Leyes posteriores modificaron la Ley de Propiedad Intelectual de EE. UU. de modo que, para determinados fines, la realización de 10 copias o más se considera comercial, pero no existe una norma general que permita este tipo de copias. De hecho, hacer una copia completa de una obra, o en muchos casos utilizar una parte de ella, con fines comerciales no se considera uso legítimo. La Ley de Derechos de Autor para el Milenio Digital prohíbe la fabricación, importación o distribución de dispositivos cuyo uso previsto, o cuyo único uso comercial significativo, sea eludir un control de acceso o de copia establecido por un titular de derechos de autor. Un tribunal de apelación ha sostenido que el uso leal no es una defensa para llevar a cabo dicha distribución.
La legislación de la UE sobre derechos de autor reconoce el derecho de los Estados miembros a aplicar algunas excepciones nacionales a los derechos de autor. Ejemplos de esas excepciones son:
- reproducciones fotográficas en papel o cualquier soporte similar de obras (excluidas las partituras), siempre que los titulares de los derechos reciban una compensación equitativa;
- las reproducciones realizadas por bibliotecas, centros de enseñanza, museos o archivos, que no tengan fines comerciales
- reproducciones de archivo de emisiones;
- usos en beneficio de personas discapacitadas
- para demostración o reparación de equipos
- para investigación no comercial o estudio privado;
- cuando se utilicen en parodia.

### Copias accesibles
Es legal en varios países, entre ellos el Reino Unido y Estados Unidos, producir versiones alternativas (por ejemplo, en letra grande o braille) de una obra protegida por derechos de autor para mejorar el acceso a la misma de las personas ciegas o con deficiencias visuales sin permiso del titular de los derechos.

### Exención para servicios religiosos
En EE. UU. existe una exención para los servicios religiosos (Ley de 1976, artículo 110), según la cual "la representación de una obra literaria o musical no dramática o de una obra dramático-musical de carácter religioso o la exhibición de una obra, en el curso de los servicios en un lugar de culto u otra asamblea religiosa" no constituirá infracción de los derechos de autor.